# Корвера-де-Торансо
Корвера-де-Торансо (ісп. Corvera de Toranzo) — муніципалітет в Іспанії, у складі автономної спільноти Кантабрія. Населення — 2208 осіб (2009).
Муніципалітет розташований на відстані близько 310 км на північ від Мадрида, 29 км на південь від Сантандера.
На території муніципалітету розташовані такі населені пункти: Альседа, Борленья, Кастільйо-Педросо, Корвера, Еспонсуес, Онтанеда, Прасес, Кінтана-де-Торансо, Сан-Вісенте-де-Торансо (адміністративний центр), Сель-дель-Тохо, Вільєгар.

## Демографія
Динаміка населення (INE ):

## Галерея зображень

Розташування муніципалітету